# Экспресс-АМ4Р
Экспресс АМ4Р — геостационарный телекоммуникационный спутник. Предназначался для замены выведенного на нерасчётную орбиту Экспресс АМ4.
Спутник произведён европейской компанией EADS Astrium по заказу ФГУП «Космическая связь» в рамках Федеральной космической программы России на 2006—2015 годы. Космический аппарат массой 5755 кг построен на базе платформы Eurostar Е3000 и оснащен аппаратурой для обеспечения устойчивого покрытия связью всей территории России и стран СНГ.

## Запуск
Запуск спутника состоялся 16 мая 2014 года в 01:42 МСК. Спутник Экспресс АМ4Р не вышел на целевую орбиту из-за аварии на этапе работы третьей ступени ракета носителя Протон-М. Предварительный анализ телеметрии показал, что разрушение 3 ступени произошло на высоте 160 км, скорость полёта на тот момент составляла 7 км/с. Неназванный источник сообщил, что на 545 секунде полета произошёл отказ рулевого двигателя. Обломки ракеты-носителя и остатки топлива сгорели в атмосфере. Несколько фрагментов упали на территории Китая. Запуск был застрахован в страховой компании «Ингосстрах» — имущественные риски (стоимость самого спутника и возможные убытки у производителя) — на 7,8 млрд.руб, ответственность перед третьими лицами — на 6 млрд.руб.